# Qualifications de la zone Europe pour la Coupe du monde de rugby à XV 2011
Navigation
Qualifications Coupe du monde 2007 Qualifications Coupe du monde 2015
Les qualifications de la zone Europe pour la Coupe du monde de rugby à XV 2011 se disputent du 4 octobre 2008 à 5 juin 2010 sur six tours entre les nations européennes, à l'exception des six équipes du Tournoi des Six Nations qui sont qualifiées d'office, pour déterminer deux qualifiés directs et un barragiste. Les deux premiers de la première division du Championnat européen des nations 2010 se qualifient directement pour la phase finale. Le troisième dispute un tournoi de qualification contre le vainqueur de la division 2, ainsi que les premiers des classements des Divisions 2B, 3A, 3B et 3C à la fin de la saison 2008-2009. Le premier de ce tournoi dispute des barrages contre une équipe américaine, une équipe asiatique et une équipe africaine.
Les nations très mineures du rugby à XV n'ont que très peu de chances de se qualifier pour la Coupe du monde de rugby à XV, mais ce système leur permet de jouer des matchs officiels, et de populariser le rugby à XV dans des régions où il est peu implanté. Les favoris sont la Roumanie, la Géorgie, la Russie, l'Espagne et le Portugal.

## Liste des équipes participantes
| - Allemagne - Andorre - Arménie - Autriche - Belgique - Bulgarie - Croatie - Danemark - Espagne - Finlande |  | - Géorgie - Grèce - Hongrie - Israël - Lituanie - Lettonie - Luxembourg - Malte - Moldavie - Norvège |  | - Pays-Bas - Pologne - Portugal - Slovénie - Suède - Suisse - Roumanie - République tchèque - Russie - Serbie - Ukraine |

## Premier tour

### Groupe 3C
| Classement final |            |     |   |   |   |   |     |     |      |
|                  | Équipe     | Pts | J | G | N | P | PP  | PC  | Diff |
| 1                | Israël     | 6   | 3 | 3 | 0 | 0 | 111 | 16  | +95  |
| 2                | Bulgarie   | 4   | 3 | 2 | 0 | 1 | 55  | 31  | +24  |
| 3                | Luxembourg | 2   | 3 | 1 | 0 | 2 | 37  | 67  | -30  |
| 4                | Finlande   | 0   | 3 | 0 | 0 | 3 | 37  | 126 | -89  |

| 4/10/08  | Finlande   | 19 | 27 | Luxembourg |
| 15/11/08 | Bulgarie   | 8  | 11 | Israël     |
| 29/11/08 | Luxembourg | 10 | 18 | Bulgarie   |
| 21/03/09 | Israël     | 30 | 0  | Luxembourg |
| 25/04/09 | Bulgarie   | 29 | 10 | Finlande   |
| 02/05/09 | Israël     | 70 | 8  | Finlande   |

### Groupe 3B
| Classement final |          |     |   |   |   |   |     |    |      |
|                  | Équipe   | Pts | J | G | N | P | PP  | PC | Diff |
| 1                | Slovénie | 8   | 4 | 4 | 0 | 0 | 89  | 64 | +25  |
| 2                | Hongrie  | 6   | 4 | 3 | 0 | 1 | 116 | 72 | +44  |
| 3                | Danemark | 4   | 4 | 2 | 0 | 2 | 78  | 88 | -10  |
| 4                | Norvège  | 2   | 4 | 1 | 0 | 3 | 54  | 63 | -9   |
| 5                | Autriche | 0   | 4 | 0 | 0 | 4 | 31  | 81 | -50  |

| 13/09/08 | Slovénie | 32 | 26 | Hongrie  |
| 27/0908  | Norvège  | 15 | 26 | Hongrie  |
| 11/10/08 | Norvège  | 11 | 3  | Autriche |
| 18/10/08 | Hongrie  | 39 | 12 | Danemark |
| 1/11/08  | Danemark | 19 | 25 | Slovénie |
| 8/11/08  | Autriche | 9  | 18 | Slovénie |
| 11/04/08 | Danemark | 20 | 18 | Norvège  |

| 18/04/09 | Hongrie  | 25 | 13 | Autriche |
| 25/04/09 | Autriche | 6  | 27 | Danemark |
| 25/04/09 | Slovénie | 14 | 10 | Norvège  |

### Match de barrage
Israël est qualifié pour le deuxième tour :
- 09/05/09  Israël 26 - 19  Slovénie

## Deuxième tour

### Groupe 3A
| Classement final |          |     |   |   |   |   |     |     |      |
|                  | Équipe   | Pts | J | G | N | P | PP  | PC  | Diff |
| 1                | Lituanie | 8   | 4 | 4 | 0 | 0 | 133 | 38  | +95  |
| 2                | Arménie  | 4   | 4 | 2 | 0 | 2 | 105 | 75  | +30  |
| 3                | Serbie   | 4   | 4 | 2 | 0 | 2 | 53  | 104 | -51  |
| 4                | Suisse   | 2   | 4 | 1 | 0 | 3 | 53  | 89  | -36  |
| 5                | Andorre  | 2   | 4 | 1 | 0 | 3 | 62  | 100 | -38  |

| 13/09/08 | Serbie   | 0  | 41 | Arménie  |
| 18/10/08 | Arménie  | 35 | 15 | Suisse   |
| 08/11/08 | Andorre  | 10 | 26 | Lituanie |
| 15/11/08 | Lituanie | 33 | 0  | Suisse   |
| 6/12/08  | Serbie   | 32 | 7  | Andorre  |
| 14/03/09 | Suisse   | 32 | 9  | Andorre  |
| 21/03/09 | Andorre  | 36 | 10 | Arménie  |

| 04/04/09 | Suisse   | 6  | 12 | Serbie  |
| 02/05/09 | Lituanie | 50 | 9  | Serbie  |
| 09/05/09 | Lituanie | 24 | 19 | Arménie |

### Match de barrage
La Lituanie est qualifiée pour le troisième tour :
- 23/05/09  Israël 3 - 19  Lituanie

## Troisième tour

### Groupe 2B
| Classement final |          |     |   |   |   |   |     |     |      |
|                  | Équipe   | Pts | J | G | N | P | PP  | PC  | Diff |
| 1                | Pays-Bas | 8   | 4 | 4 | 0 | 0 | 110 | 55  | +55  |
| 2                | Croatie  | 6   | 4 | 3 | 0 | 1 | 74  | 60  | +14  |
| 3                | Malte    | 4   | 4 | 2 | 0 | 2 | 66  | 70  | -4   |
| 4                | Suède    | 2   | 4 | 1 | 0 | 3 | 64  | 73  | -9   |
| 5                | Lettonie | 0   | 4 | 0 | 0 | 4 | 47  | 103 | -56  |

| 25/10/08 | Malte    | 16 | 18 | Croatie  |
| 25/10/08 | Suède    | 21 | 5  | Lettonie |
| 1/11/08  | Pays-Bas | 18 | 12 | Croatie  |
| 1/11/08  | Suède    | 6  | 9  | Malte    |
| 8/11/08  | Lettonie | 10 | 29 | Pays-Bas |

| 18/04/09 | Pays-Bas | 36 | 24 | Suède    |
| 18/04/09 | Lettonie | 19 | 32 | Malte    |
| 25/04/09 | Malte    | 9  | 27 | Pays-Bas |
| 25/04/09 | Croatie  | 21 | 13 | Lettonie |
| 2/05/09  | Croatie  | 23 | 13 | Suède    |

### Match de barrage
La Lituanie est qualifiée pour le quatrième tour :
- 06/06/09  Lituanie 6 - 3  Pays-Bas

## Quatrième tour

### Groupe 2A
| Classement final |                    |     |   |   |   |   |     |     |      |
|                  | Équipe             | Pts | J | G | N | P | PP  | PC  | Diff |
| 1                | Ukraine            | 10  | 8 | 5 | 0 | 3 | 143 | 109 | +34  |
| 2                | Belgique           | 9   | 8 | 4 | 1 | 3 | 108 | 97  | +11  |
| 3                | République tchèque | 7   | 8 | 3 | 1 | 4 | 135 | 145 | -10  |
| 4                | Moldavie           | 6   | 7 | 3 | 0 | 4 | 133 | 144 | -11  |
| 5                | Pologne            | 6   | 7 | 3 | 0 | 4 | 94  | 118 | -24  |

| 04/10/08 | Pologne            | 12 | 13 | Ukraine            |
| 01/11/08 | Belgique           | 9  | 8  | Ukraine            |
| 15/11/08 | République tchèque | 7  | 13 | Pologne            |
| 16/11/08 | Moldavie           | 20 | 8  | Belgique           |
| 22/11/08 | République tchèque | 11 | 9  | Moldavie           |
| 14/03/09 | Belgique           | 15 | 15 | République tchèque |
| 21/03/09 | Ukraine            | 20 | 10 | République tchèque |

| 09/05/09 | Ukraine  | 32 | 0  | Moldavie           |
| 16/05/09 | Moldavie | 28 | 30 | Pologne            |
| 30/05/09 | Pologne  | 14 | 3  | Belgique           |
| 12/09/09 | Ukraine  | 19 | 12 | Pologne            |
| 10/10/09 | Ukraine  | 13 | 11 | Belgique           |
| 25/10/09 | Pologne  | 5  | 19 | République tchèque |

| 31/10/09 | Belgique           | 14 | 3  | Moldavie           |
| 14/11/09 | Moldavie           | 45 | 30 | République tchèque |
| 04/03/09 | République tchèque | 16 | 19 | Belgique           |
| 04/10/09 | République tchèque | 27 | 19 | Ukraine            |
| 24/04/10 | Moldavie           | 28 | 19 | Ukraine            |
| 24/04/10 | Belgique           | 29 | 8  | Pologne            |
| ??/??/?? | Pologne            | -- | -- | Moldavie           |

### Match de barrage
L'Ukraine est qualifiée pour le sixième tour :
- 08/05/10  Lituanie  16 - 27  Ukraine

## Cinquième tour

### Classement
La Géorgie et la Russie sont directement qualifiées pour la Coupe du monde. La Roumanie est qualifiée pour le sixième tour.
| Rang | Pays      | J  | V | N | D  | Pm  | Pe  | Diff | Pts |
| ---- | --------- | -- | - | - | -- | --- | --- | ---- | --- |
| 1    | Géorgie   | 10 | 8 | 1 | 1  | 326 | 132 | +194 | 27  |
| 2    | Russie    | 10 | 7 | 1 | 2  | 291 | 175 | +116 | 25  |
| 3    | Roumanie  | 10 | 6 | 1 | 3  | 282 | 136 | +146 | 23  |
| 4    | Portugal  | 10 | 5 | 1 | 4  | 255 | 149 | +106 | 21  |
| 5    | Espagne   | 10 | 2 | 0 | 8  | 145 | 304 | -159 | 14  |
| 6    | Allemagne | 10 | 0 | 0 | 10 | 58  | 461 | -403 | 10  |

|  | Qualifié pour la Coupe du monde (no 1 et no 2). |
|  | Qualifié pour le sixième tour (no 3).           |

### Matchs aller
| 8 novembre 2008  | Russie    | 42 - 15 | Espagne   | à Moscou     |
|                  |           |         |           |              |
| 15 novembre 2008 | Espagne   | 22 - 11 | Allemagne | à Madrid     |
|                  |           |         |           |              |
| 7 février 2009   | Allemagne | 5 - 38  | Géorgie   | à Heidelberg |
|                  | Espagne   | 10 - 19 | Roumanie  | à Madrid     |
|                  | Portugal  | 14 - 18 | Russie    | à Lisbonne   |
|                  |           |         |           |              |
| 14 février 2009  | Géorgie   | 20 - 20 | Portugal  | à Tbilissi   |
|                  | Allemagne | 0 - 22  | Roumanie  | à Heidelberg |
|                  |           |         |           |              |
| 21 février 2009  | Portugal  | 44 - 6  | Allemagne | à Lisbonne   |
|                  |           |         |           |              |
| 28 février 2009  | Espagne   | 11 - 55 | Géorgie   | à Madrid     |
|                  | Roumanie  | 19 - 28 | Russie    | à Bucarest   |
|                  |           |         |           |              |
| 14 mars 2009     | Géorgie   | 28 - 23 | Roumanie  | à Tbilissi   |
| 15 mars 2009     | Portugal  | 24 - 19 | Espagne   | à Lisbonne   |
|                  |           |         |           |              |
| 21 mars 2009     | Roumanie  | 21 - 22 | Portugal  | à Bucarest   |
| 22 mars 2009     | Russie    | 21- 29  | Géorgie   | à Krasnodar  |
|                  |           |         |           |              |
| 2 mai 2009       | Allemagne | 0 - 53  | Russie    | à Hanovre    |
|                  |           |         |           |              |

### Matchs retour
| 6 février 2010  | Russie    | 14 - 10 | Portugal  | à Sotchi      |
| 6 février 2010  | Géorgie   | 77 - 3  | Allemagne | à Tbilissi    |
|                 |           |         |           |               |
| 13 février 2010 | Espagne   | 20 - 38 | Russie    | à Madrid      |
| 13 février 2010 | Portugal  | 10 - 16 | Géorgie   | à Lisbonne    |
| 13 février 2010 | Roumanie  | 67 - 5  | Allemagne | à Constanţa   |
|                 |           |         |           |               |
| 27 février 2010 | Russie    | 21 - 21 | Roumanie  | à Sotchi      |
| 27 février 2010 | Géorgie   | 17 - 9  | Espagne   | à Tbilissi    |
| 27 février 2010 | Allemagne | 0 - 69  | Portugal  | à Heusenstamm |
|                 |           |         |           |               |
| 13 mars 2010    | Espagne   | 15 - 33 | Portugal  | à Madrid      |
| 13 mars 2010    | Russie    | 48 - 11 | Allemagne | à Sotchi      |
| 13 mars 2010    | Roumanie  | 22 - 10 | Géorgie   | à Bucarest    |
|                 |           |         |           |               |
| 20 mars 2010    | Géorgie   | 36 - 8  | Russie    | à Trabzon     |
| 20 mars 2010    | Allemagne | 17 - 21 | Espagne   | à Heidelberg  |
| 20 mars 2010    | Portugal  | 9 - 20  | Roumanie  | à Lisbonne    |
|                 |           |         |           |               |
| 27 mars 2010    | Roumanie  | 48 - 3  | Espagne   | à Bucarest    |

## Sixième tour
La Roumanie est qualifiée pour les barrages avec un total de 94-10 :
- 22 mai 2010 à Kiev :  Ukraine 3 - 33  Roumanie
- 5 juin 2010 à Botoşani :  Roumanie 61 - 7  Ukraine